# Svarttjärnen (Föllinge socken, Jämtland, 707341-142316)
Svarttjärnen är en sjö i Krokoms kommun i Jämtland och ingår i Indalsälvens huvudavrinningsområde.